# Anna Bågenholm

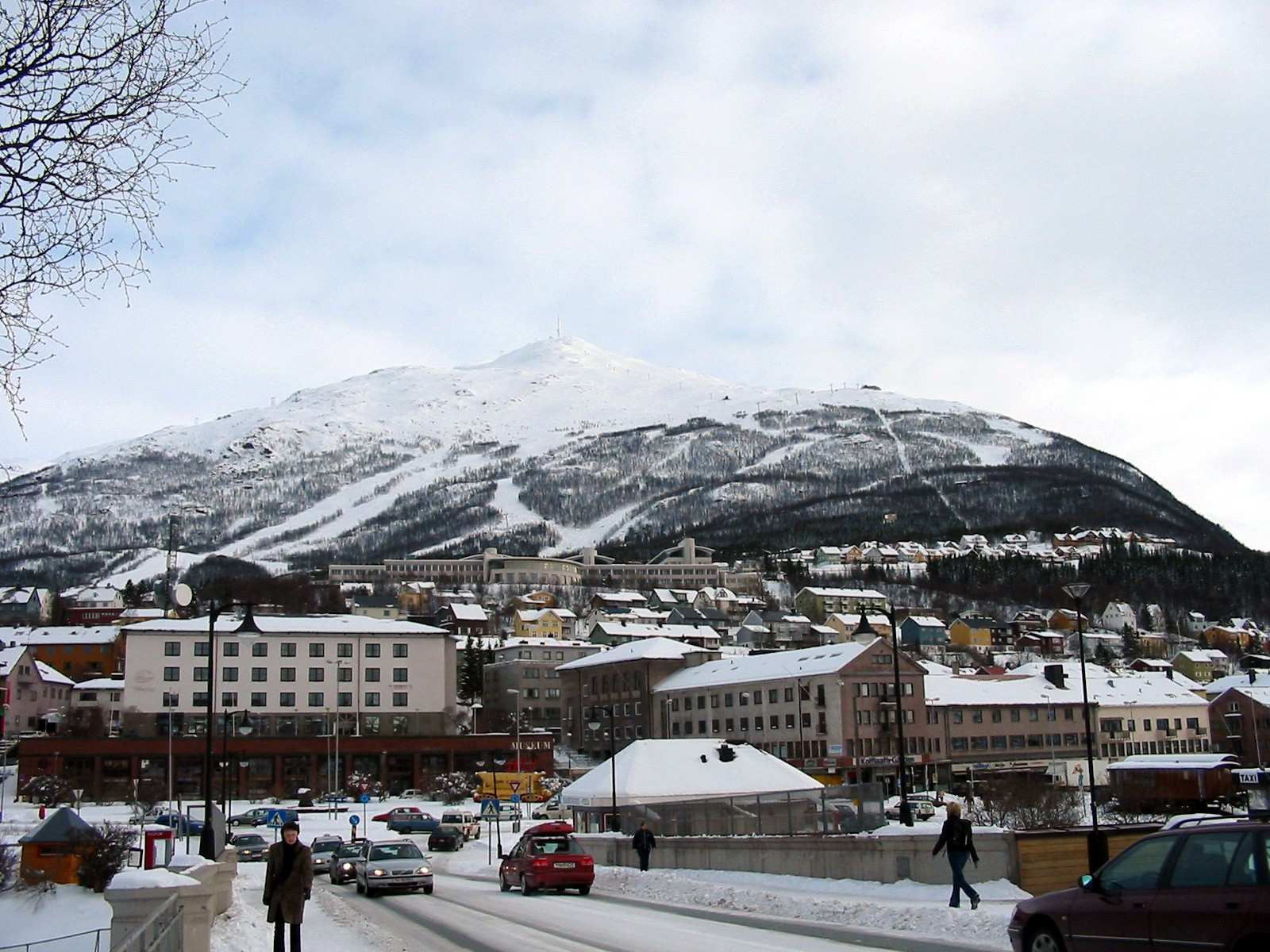
Bågenholm estaba esquiando en las montañas de las afueras de la ciudad de Narvik (en la foto) cuando cayó en un arroyo helado.

Anna Elisabeth Johansson Bågenholm (Vänersborg, Suecia, 1970) es una radióloga sueca que sobrevivió en 1999 a un accidente de esquí, durante el cual quedó atrapada por espacio de 80 minutos en el agua helada bajo una capa de hielo. En el transcurso de los acontecimientos fue víctima de hipotermia extrema y su temperatura se redujo a 13,7 °C (56,7 °F), la más baja temperatura corporal registrada a la que un ser humano con hipotermia accidental haya sobrevivido. Bågenholm encontró una bolsa de aire bajo el hielo, pero sufrió un paro cardiorrespiratorio después de permanecer 40 minutos en el agua. 
Después del rescate fue transportada en helicóptero al Hospital Universitario del Norte de Noruega en Tromsø, donde un equipo de más de un centenar de médicos y enfermeras trabajó en turnos de nueve horas para salvar su vida. Bågenholm despertó diez días después del accidente paralizada del cuello hacia abajo y posteriormente pasó dos meses recuperándose en una unidad de cuidados intensivos. A pesar de que llegó a restablecerse casi por completo del accidente, a finales de 2009 todavía sufría de síntomas menores en manos y pies, relacionados con una lesión neurológica. El caso de Bågenholm fue discutido en la principal revista médica británica The Lancet y en algunos libros de medicina.

## Antecedentes y el accidente
Anna Bågenholm nació en 1970, en Vänersborg, Suecia. Al momento del accidente tenía 29 años y estudiaba para convertirse en cirujana ortopédica. Bågenholm decidió hacer su residencia en Narvik, Noruega. En mayo de 1998, se convirtió en asistente de cirujano en el Hospital de Narvik. Durante este período su mentor fue Yngve Jones, un médico del Hospital de Narvik que estaba a punto de celebrar su jubilación con una fiesta el 20 de mayo de 1999. Ese día, Bågenholm esquiaba en las montañas fuera de Narvik con dos de sus colegas, Marie Falkenberg y Naesheim Torvind. Bågenholm, que era una esquiadora experta, frecuentemente salía a practicar después del trabajo.
Mientras se deslizaba por una escarpada montaña, en una ruta que ya había tomado antes en varias ocasiones, perdió el control de sus esquís y cayó de cabeza sobre una capa de hielo en un río congelado que estaba cerca de una cascada. Se abrió un agujero en el hielo y la cabeza y el torso de Bågenholm penetraron al agua. Su cuerpo quedó atrapado bajo una capa de hielo de 20 centímetros (7,9 pulgadas) de espesor. Cuando Falkenberg y Naesheim la encontraron, solamente sus pies y sus esquís sobresalían del hielo.

## Intentos de rescate
Los colegas de Bågenholm hicieron intentos por liberarla, pero no lo consiguieron. A las 18:27 hora local (CET), siete minutos después de haber caído al agua, sus amigos solicitaron ayuda por medio de un teléfono celular. El teniente de policía Bard Mikkalsen recibió la llamada y envió dos equipos de rescate, uno a la parte superior de la montaña y otro a la parte inferior. Mikkalsen también contactó con el equipo de rescate de Bodø, que estaba equipado con un helicóptero Sea King, pero le informaron que había salido a transportar a un niño enfermo. Mikkalsen fue persistente y convenció al despachador de hacer volver a la aeronave.
Falkenberg y Naesheim sostenían los esquís de Bågenholm mientras esperaban la llegada de los equipos de rescate. Como al principio Bågenholm luchó en el agua fría, encontró una bolsa de aire que le permitió permanecer consciente durante 40 minutos antes de caer en paro cardiorrespiratorio. Ketil Singstad, que dirigía el equipo de rescate de la parte superior de la montaña, esquió lo más rápido que pudo hasta llegar a la ubicación, donde ayudado por su cuadrilla trató infructuosamente de sacarla mediante el uso de una cuerda. A continuación trataron de cavar para extraerla, pero la pala de nieve no pudo romper el hielo. Entonces llegaron los equipos de rescate del pie de la montaña trayendo con ellos una pala de jardinería puntiaguda. A las 19:40 horas, el equipo logró finalmente hacer un agujero en el hielo y extraer a Bågenholm a través de este. Cuando fue rescatada, había estado dentro del agua durante 80 minutos.

## Reanimación y recuperación

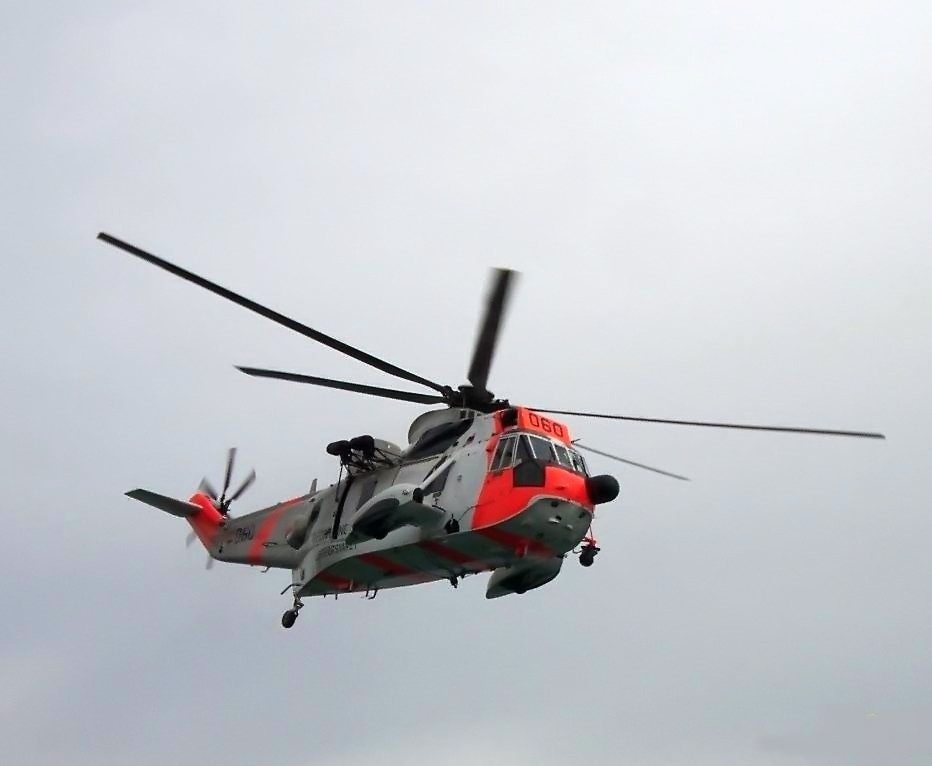
Un helicóptero Sea King transportó a Bågenholm al Hospital Universitario del Norte de Noruega.

Cuando Bågenholm fue sacada del agua tenía las pupilas dilatadas, su sangre no circulaba, y no respiraba. Falkenberg y Naesheim, que eran médicos, comenzaron a darle reanimación cardiopulmonar (RCP). El helicóptero de rescate no tardó en llegar y en una hora la trasladaron al Hospital Universitario del Norte de Noruega localizado en Tromsø. El equipo del helicóptero continuó con la reanimación durante el vuelo, además de ventilarla con oxígeno. También la desfibrilaron, pero sin obtener resultados.
Bågenholm llegó al hospital a las 21:10. Su temperatura corporal era de 13,7 °C (56,7 °F), la más baja temperatura corporal registrada a la cual un ser humano con hipotermia accidental haya sobrevivido. El doctor Mads Gilbert, anestesiólogo y jefe de la sala de emergencias del hospital, procedió con el intento de reanimación. Gilbert se refirió al estado de la paciente, como: «Sus pupilas están completamente dilatadas. Tiene un aspecto ceniciento, blanco como el lino. Está mojada. Su piel se siente fría como el hielo y se ve absolutamente muerta». El médico había tratado antes muchos casos de hipotermia a causa del frío clima de Noruega y sabía cómo tratarla. El electrocardiograma de la paciente no daba señales de vida, pero Gilbert sabía que los pacientes deben ser «calentados antes de declararlos muertos». Todo el equipo esperaba que el cerebro de Bågenholm hubiera recibido suficiente oxígeno durante la RCP que se le practicó después de su rescate.
Fue llevada a la sala de operaciones, donde un equipo de más de un centenar de médicos y enfermeras trabajó en turnos de nueve horas para salvar su vida. A las 21:40, la conectaron a un bypass cardiopulmonar, una máquina que calentaba su sangre fuera del cuerpo, antes de introducirla nuevamente en las venas. El primer latido del corazón se registró a las 22:15, su temperatura corporal llegó a los 36,4 °C (97,5 °F) a las 0:49. La función pulmonar comenzó a deteriorarse a las 02:20, y pasó los siguientes 35 días conectada a un ventilador mecánico.
Bågenholm pronto comenzó a mostrar signos de vitalidad y se despertó el 30 de mayo paralizada del cuello hacia abajo. Estaba temerosa de pasar el resto de su vida en cama y se enojó con sus colegas por haberla salvado. Sin embargo, pronto se recuperó de la parálisis y más tarde se disculpó con sus amigos. «Estaba muy irritada cuando me di cuenta que me había salvado. Temía tener una vida sin sentido y sin dignidad. Ahora estoy muy feliz de estar viva y quiero pedir disculpas». Los riñones y el sistema digestivo no le funcionaban correctamente, así que tuvo que recuperarse en una unidad de cuidados intensivos por dos meses más. Después de pasar 28 días en la unidad de cuidados intensivos del hospital de Tromsø, fue trasladada a Suecia en un helicóptero ambulancia para el resto de su recuperación. 
El doctor Petter Steen Andreas, profesor del Hospital Nacional de Oslo, dijo que haber salvado la vida de Bågenholm fue un «logro médico extraordinario». El médico creía que la razón por la que esta fue capaz de recuperarse, era que su metabolismo se desaceleró durante el incidente y los tejidos de su cuerpo requirieron menos oxígeno a temperaturas bajas. De acuerdo a la revista Proto Magazine (publicada por el Hospital General de Massachusetts), el metabolismo de Bågenholm se ralentizó al diez por ciento de la tasa de referencia y, por lo tanto, apenas necesitó de oxígeno.

## Consecuencias
A pesar del grave daño físico sufrido durante el accidente, Bågenholm no presentó lesiones cerebrales permanentes. Gilbert comentó al respecto: «Su cuerpo tuvo tiempo para enfriarse por completo antes de que el corazón se detuviera. Su cerebro estaba tan frío cuando el corazón dejó de latir, que las células cerebrales necesitaron muy poco oxígeno, por lo que el cerebro pudo sobrevivir por un tiempo bastante prolongado». Gilbert también resaltó que la hipotermia terapéutica, un método utilizado para salvar a las víctimas de paro cardiorrespiratorio mediante la reducción de la temperatura corporal, se ha vuelto más frecuente en los hospitales de Noruega después de que este caso saltó a la fama.
Bågenholm volvió al trabajo en octubre de 1999. El 7 de octubre, 140 días después del accidente, regresó al hospital en Tromsø y se reunió con los médicos y enfermeras que ayudaron a salvar su vida. Bågenholm comentó: «Cuando eres un paciente, no piensas que vas a morir. Piensas, tengo que lograrlo. Pero como personal médico, creo que es increíble que yo esté viva». Para octubre del 2009, se había recuperado casi por completo, aunque aún presentaba síntomas leves en manos y pies causados por secuelas neurológicas. A finales de 2009, trabajaba como radióloga en el hospital donde le salvaron la vida.

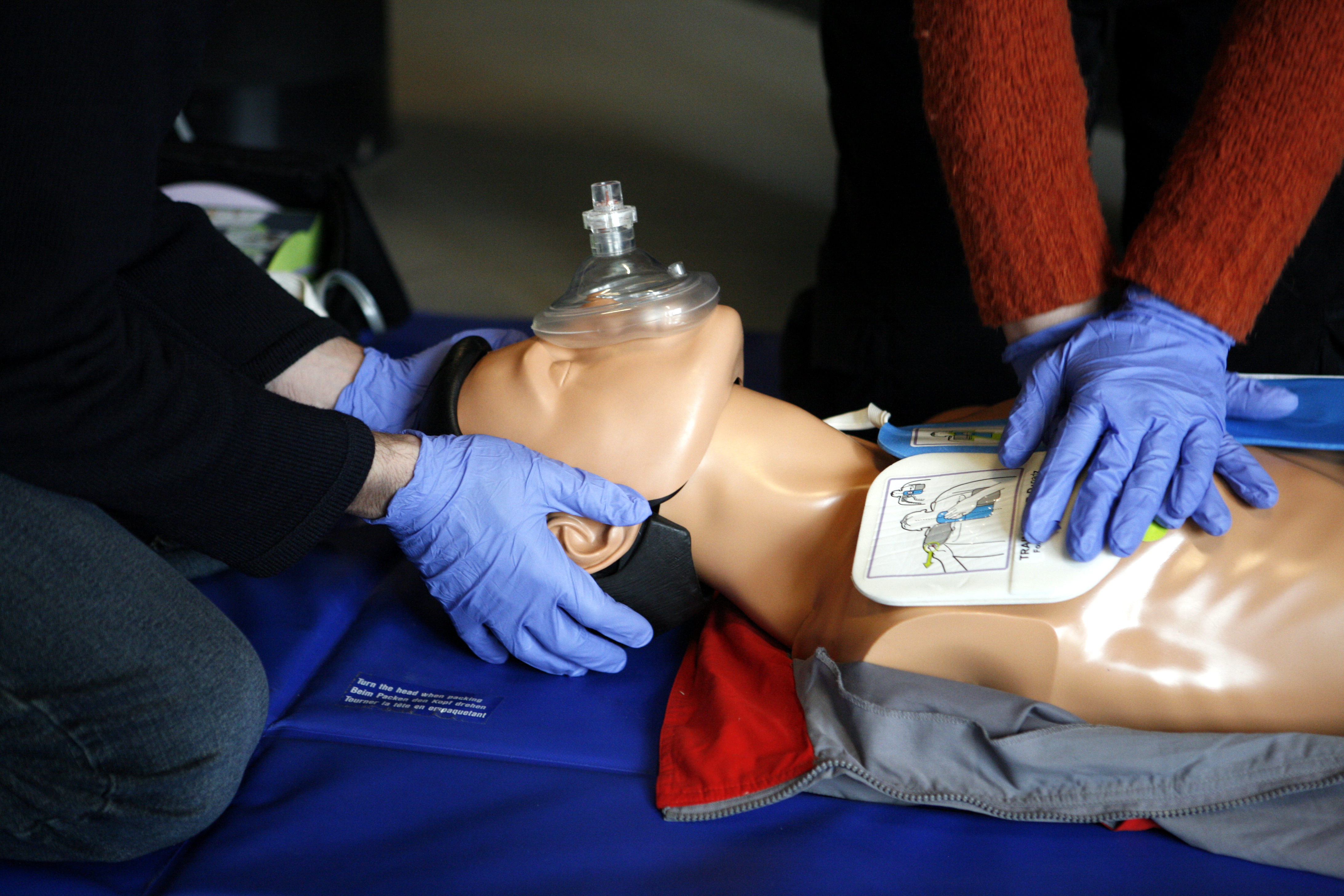
Gilbert dijo que una vigorosa reanimación cardiopulmonar desempeña un importante papel en el rescate de las víctimas de hipotermia con paro cardiorrespiratorio.

Según BBC News, la mayoría de los pacientes que sufren de hipotermia extrema mueren, incluso si los médicos son capaces de reiniciar sus latidos cardíacos. La tasa de supervivencia para adultos cuya temperatura corporal se ha reducido a menos de 28 °C (82 °F) es de 10-33 %. Antes del accidente de Bågenholm, la temperatura corporal más baja a la que alguien había sobrevivido era de 14,4 °C (57,9 °F), dato registrado en un niño. Gilbert afirmó que «las víctimas de hipotermia profunda con paro cardiorespiratorio deben considerarse como potencialmente resucitables con una perspectiva de recuperación completa. Los factores clave para el éxito de la reanimación son realizar acciones tempranas como una vigorosa RCP y una rápida alerta del sistema de emergencias, para el envío de las unidades de salvamento adecuadas (ambulancias terrestres y aéreas) y una buena coordinación entre los recursos dentro y fuera del hospital, recalentamiento agresivo y un espíritu de no darse por vencido». Jel Coward, médico general de Tywyn, Gales, dijo que las personas que son víctimas de hipotermia extrema a menudo son consideradas muertas de forma equivocada, ya que puede ser difícil detectarles el pulso. También dijo: «este caso nos muestra claramente lo cautelosos que tenemos que ser antes de declarar la muerte de personas expuestas al frío».
Tras el accidente, Bågenholm se convirtió en tema de libros de ficción, así como de libros de texto médicos, y su caso ha sido discutido en la principal revista médica británica The Lancet. El 25 de octubre de 2009, su historia apareció en un programa de televisión de CNN Another Day: Cheating Death. Conducido por Sanjay Gupta, el programa cuenta historias de personas que han sobrevivido a condiciones severas contra todo pronóstico. Bågenholm esperaba que este programa brindaría a los televidentes un mayor conocimiento sobre la hipotermia. La historia también se incluyó en el libro Cheating Death: The Doctors and Medical Miracles that Are Saving Lives Against All Odds Years. El 30 de octubre de 2009, Gilbert y Bågenholm aparecieron juntos en el popular programa sueco Skavlan, de Sveriges Television, conducido por Fredrik Skavlan.